# Godlewo (Polska)
Godlewo – wieś w Polsce położona w województwie podlaskim, w powiecie grajewskim, w gminie Grajewo.
Prywatna wieś szlachecka położona była w drugiej połowie XVI wieku w powiecie wąsoskim ziemi wiskiej województwa mazowieckiego.
W 1929 r. należała do gminy Białaszewo, powiat szczuczyński. Majątek ziemski posiadał tu Władysław Sulewski (118 mórg).
W latach 1975–1998 miejscowość administracyjnie należała do województwa łomżyńskiego.
W Godlewie urodził się Jan Załuska - lekarz, poseł na Sejm.
Wierni kościoła rzymskokatolickiego należą do parafii Przemienienia Pańskiego w Wąsoszu.